# قمر صناعي لبحوث الغلاف الجوي العلوي
كان القمر الصناعي لبحوث الغلاف الجوي العلوي (بالإنجليزية: Upper Atmosphere Research Satellite) الذي يُعرف اختصارًا بـ UARS، مرصدًا مدارًا تديره وكالة ناسا وكانت مهمته دراسة الغلاف الجوي للأرض، وخاصة طبقة الأوزون الواقية. ال 5,900 كيلوغرام (13,000 رطل)، أطلق القمر الصناعي من مكوك الفضاء ديسكفري خلال مهمة STS-48 في 15 سبتمبر 1991. ودخل مدار الأرض على ارتفاع تشغيلي 600 كيلومتر (370 ميل)، مع الميل المداري من 57 درجة.
كانت مدة المهمة الأصلية ثلاث سنوات فقط، ولكن تم تمديدها عدة مرات. عندما انتهت المهمة أخيرًا في يونيو 2005 بسبب انقطاع التمويل، بعد 14 عامًا من إطلاق القمر الصناعي، كانت ستة من أدواته العشرة لا تزال تعمل.
عاد القمر الصناعي الذي توقف تشغيله إلى الغلاف الجوي للأرض في 24 سبتمبر 2011. يحيط هذا الحدث باهتمام كبير من وسائل الإعلام، ويرجع ذلك إلى حد كبير إلى تنبؤات وكالة ناسا بأن أجزاء كبيرة من القمر الصناعي قد تصل إلى الأرض، مما قد يعرض المناطق المأهولة بالسكان للخطر. ومع ذلك، فإن القمر الصناعي تأثر في النهاية في منطقة نائية في المحيط الهادئ.